# 國立中央大學地球科學學院
國立中央大學地球科學學院（College of Earth Science, National Central University）是國立中央大學的學院之一，目前是台灣大專院校唯一的地球科學學院。

## 歷史
國立中央大學地球科學學院成立於1998年8月，該學院前身是原國立中央大學理學院的地球科學系、大氣科學系、地球物理研究所、大氣物理研究所、太空科學研究所及應用地質研究所分出組成。
地球科學學院成立後，2001年成立水文科學研究所，2008年改名為水文與海洋科學研究所。2009年再成立地球系統科學國際研究生博士學位學程。

### 歷任院長
- 楊潔豪：1998年8月－1999年1月（代理）
- 蔡義本：1999年2月－2003年7月
- 張時禹：2003年8月－2006年7月
- ：2006年8月－2010年7月
- 王乾盈：2010年8月－2013年7月
- 朱延祥：2013年8月－2019年7月
- 許樹坤：2019年8月－2025年1月
- 李明旭：2025年2月－現今

## 外部連結
- 國立中央大學地球科學學院官方網頁
- 中央大學地球物理研究所學位論文華藝線上圖書館